# Primera División (1929/1930)
Primera División 1929/1930 był drugim sezonem w najwyższej klasie rozgrywek piłkarskich w Hiszpanii. Trwał on od 1 grudnia 1929 do 30 marca 1930. Rozegrano 18 kolejek. Tytuł mistrza kraju nie obroniła FC Barcelona.

## Tabela

### Legenda
| Legenda do tabeli              |
| Mistrz                         |
| Zdobywca Copa del Rey          |
| Spadkowicz do Segunda División |

### Tabela po zakończeniu sezonu
| Miejsce | Klub                 | Kolejka | Wygranych | Remisów | Przegranych | Gole strzelone | Gole stracone | Różnica | Punkty |
| ------- | -------------------- | ------- | --------- | ------- | ----------- | -------------- | ------------- | ------- | ------ |
| 1       | Athletic Bilbao      | 18      | 12        | 6       | 0           | 63             | 28            | 35      | 30     |
| 2       | FC Barcelona         | 18      | 11        | 1       | 6           | 46             | 36            | 10      | 23     |
| 3       | Arenas Club de Getxo | 18      | 9         | 2       | 7           | 51             | 40            | 11      | 20     |
| 4       | Espanyol Barcelona   | 18      | 9         | 2       | 7           | 40             | 33            | 7       | 20     |
| 5       | Real Madryt          | 18      | 7         | 3       | 8           | 45             | 42            | 3       | 17     |
| 6       | Real Unión Irún      | 18      | 6         | 5       | 7           | 48             | 52            | -4      | 17     |
| 7       | Real Sociedad        | 18      | 5         | 4       | 9           | 34             | 37            | -3      | 14     |
| 8       | Racing Santander     | 18      | 7         | 0       | 11          | 32             | 58            | -26     | 14     |
| 9       | CE Europa            | 18      | 6         | 1       | 11          | 29             | 44            | -15     | 13     |
| 10      | Atlético Madryt      | 18      | 5         | 2       | 11          | 32             | 50            | -8      | 12     |

## Objaśnienia
- 1. Athletic Bilbao - mistrz.

### Spadek doSegunda División
- 10. - Atlético Madryt

### Awans doPrimera División
- Deportivo Alavés

### ZdobywcaTrofeo Pichichi
- Guillermo Gorostiza - Athletic Bilbao - 19 goli.